# Centerville (Georgia)
Centerville è una città degli Stati Uniti d'America, situata nello Stato della Georgia e in particolare nella contea di Houston.